# Anna Emilia di Anhalt-Köthen-Pless
Anna Emilia di Anhalt-Köthen-Pless (Pleß, 20 maggio 1770 – Fürstenstein, 1º febbraio 1830) è stata una nobile tedesca.

## Biografia
Era l'unica figlia femmina del principe Federico Ermanno di Anhalt-Köthen-Pless (1731-1797) e di sua moglie Luisa (1744-1784), figlia del conte Enrico Ernesto II di Stolberg-Wernigerode.
Sposò Hans Heinrich VI von Hochberg, barone di Fürstenstein il 21 maggio 1791 nel castello di Pless. Dopo la morte senza eredi dei suoi fratelli Ferdinando Federico, Enrico e Luigi, il principato di Pless passò a suo figlio Hans Heinrich X.
Fu amica di Charlotte Schleiermacher, sorella del filosofo Friedrich Schleiermacher, e si preoccupò durante la propria vita di sostenere finanziariamente le sorti di questa famiglia.

## Matrimonio e figli
Dall'unione tra Anna Emilia e Hans Heinrich VI nacquero i seguenti eredi:
- Luisa (1804–1851), sposò nel 1827 il conte Eduard von Kleist (1795–1852)
- Carlotta (1806-1882) sposò nel 1835 il conte Federico di Stolberg-Wernigerode (1804-1865), nipote attraverso il figlio Ferdinando di Cristiano Federico di Stolberg-Wernigerode
- Hans Heinrich X (1806–1855), conte di Hochberg, poi principe di Pless, sposò nel 1832 Ida von Stechow (1811–1843)

## Ascendenza
|                                                      |                                                    |                                                    | Genitori                                              |  |  | Nonni |  |  | Bisnonni                                       |  |  | Trisnonni                              |  |
|                                                      |                                                    |                                                    |                                                       |  |  |       |  |  | 8. Emanuel Lebrecht, principe di Anhalt-Köthen |  |  | 16. Emanuel, principe di Anhalt-Köthen |  |
|                                                      |                                                    |                                                    |                                                       |  |  |       |  |  | 8. Emanuel Lebrecht, principe di Anhalt-Köthen |  |  | 16. Emanuel, principe di Anhalt-Köthen |  |
|                                                      |                                                    | 17. Anna Eleonore zu Stolberg-Wernigerode          |                                                       |  |  |       |  |  | 8. Emanuel Lebrecht, principe di Anhalt-Köthen |  |  |                                        |  |
| 4. August Ludwig, principe di Anhalt-Köthen          |                                                    |                                                    |                                                       |  |  |       |  |  | 8. Emanuel Lebrecht, principe di Anhalt-Köthen |  |  |                                        |  |
|                                                      |                                                    | 9. Gisela Agnes von Rath                           | 18. Balthasar Wilhelm von Rath                        |  |  |       |  |  |                                                |  |  |                                        |  |
|                                                      |                                                    | 9. Gisela Agnes von Rath                           | 18. Balthasar Wilhelm von Rath                        |  |  |       |  |  |                                                |  |  |                                        |  |
|                                                      |                                                    | 9. Gisela Agnes von Rath                           | 19. Magdalene Dorothee von Wuthenau                   |  |  |       |  |  |                                                |  |  |                                        |  |
| 2. Friedrich Erdmann, principe di Anhalt-Köthen-Pleß |                                                    | 9. Gisela Agnes von Rath                           |                                                       |  |  |       |  |  |                                                |  |  |                                        |  |
|                                                      |                                                    | 10. Erdmann II, principe di Promnitz-Pless         | 20. Balthasar Erdmann, conte di Promnitz-Pless        |  |  |       |  |  |                                                |  |  |                                        |  |
|                                                      |                                                    | 10. Erdmann II, principe di Promnitz-Pless         | 20. Balthasar Erdmann, conte di Promnitz-Pless        |  |  |       |  |  |                                                |  |  |                                        |  |
|                                                      |                                                    | 10. Erdmann II, principe di Promnitz-Pless         | 21. Emilie Agnes Reuß zu Schleiz                      |  |  |       |  |  |                                                |  |  |                                        |  |
| 5. Emilie von Promnitz-Pless                         |                                                    | 10. Erdmann II, principe di Promnitz-Pless         |                                                       |  |  |       |  |  |                                                |  |  |                                        |  |
|                                                      |                                                    | 11. Anna Marie von Sachsen-Weissenfels             | 22. Johann Adolf I, duca di Sassonia-Weissenfels      |  |  |       |  |  |                                                |  |  |                                        |  |
|                                                      |                                                    | 11. Anna Marie von Sachsen-Weissenfels             | 22. Johann Adolf I, duca di Sassonia-Weissenfels      |  |  |       |  |  |                                                |  |  |                                        |  |
|                                                      |                                                    | 11. Anna Marie von Sachsen-Weissenfels             | 23. Johanna Magdalena von Sachsen-Altenburg           |  |  |       |  |  |                                                |  |  |                                        |  |
| 1. Anna Emilie von Anhalt-Köthen-Pleß                |                                                    | 11. Anna Marie von Sachsen-Weissenfels             |                                                       |  |  |       |  |  |                                                |  |  |                                        |  |
|                                                      | 12. Christian Ernst, conte di Stolberg-Wernigerode | 24. Ludwig Christian, conte di Stolberg-Gedern     |                                                       |  |  |       |  |  |                                                |  |  |                                        |  |
|                                                      | 12. Christian Ernst, conte di Stolberg-Wernigerode | 24. Ludwig Christian, conte di Stolberg-Gedern     |                                                       |  |  |       |  |  |                                                |  |  |                                        |  |
|                                                      | 12. Christian Ernst, conte di Stolberg-Wernigerode | 25. Christine von Mecklenburg-Güstrow              |                                                       |  |  |       |  |  |                                                |  |  |                                        |  |
| 6. Heinrich Ernst II, conte di Stolberg-Wernigerode  | 12. Christian Ernst, conte di Stolberg-Wernigerode |                                                    |                                                       |  |  |       |  |  |                                                |  |  |                                        |  |
|                                                      |                                                    | 13. Sophie Charlotte zu Leiningen-Westerburg       | 26. Johann Anton, conte di Leiningen-Westerburg       |  |  |       |  |  |                                                |  |  |                                        |  |
|                                                      |                                                    | 13. Sophie Charlotte zu Leiningen-Westerburg       | 26. Johann Anton, conte di Leiningen-Westerburg       |  |  |       |  |  |                                                |  |  |                                        |  |
|                                                      |                                                    | 13. Sophie Charlotte zu Leiningen-Westerburg       | 27. Christine Luise zu Sayn-Wittgenstein              |  |  |       |  |  |                                                |  |  |                                        |  |
| 3. Luise zu Stolberg-Wernigerode                     |                                                    | 13. Sophie Charlotte zu Leiningen-Westerburg       |                                                       |  |  |       |  |  |                                                |  |  |                                        |  |
|                                                      |                                                    | 14. August Ludwig, principe di Anhalt-Köthen (= 4) | 28. Emanuel Lebrecht, principe di Anhalt-Köthen (= 8) |  |  |       |  |  |                                                |  |  |                                        |  |
|                                                      |                                                    | 14. August Ludwig, principe di Anhalt-Köthen (= 4) | 28. Emanuel Lebrecht, principe di Anhalt-Köthen (= 8) |  |  |       |  |  |                                                |  |  |                                        |  |
|                                                      |                                                    | 14. August Ludwig, principe di Anhalt-Köthen (= 4) | 29. Gisela Agnes von Rath (= 9)                       |  |  |       |  |  |                                                |  |  |                                        |  |
| 7. Christiane Anna von Anhalt-Köthen                 |                                                    | 14. August Ludwig, principe di Anhalt-Köthen (= 4) |                                                       |  |  |       |  |  |                                                |  |  |                                        |  |
|                                                      |                                                    | 15. Emilie von Promnitz-Pless (= 5)                | 30. Erdmann II, principe di Promnitz-Pless (= 10)     |  |  |       |  |  |                                                |  |  |                                        |  |
|                                                      |                                                    | 15. Emilie von Promnitz-Pless (= 5)                | 30. Erdmann II, principe di Promnitz-Pless (= 10)     |  |  |       |  |  |                                                |  |  |                                        |  |
|                                                      |                                                    | 15. Emilie von Promnitz-Pless (= 5)                | 31. Anna Marie von Sachsen-Weissenfels (= 11)         |  |  |       |  |  |                                                |  |  |                                        |  |
|                                                      |                                                    | 15. Emilie von Promnitz-Pless (= 5)                |                                                       |  |  |       |  |  |                                                |  |  |                                        |  |